# مردمان ناخ

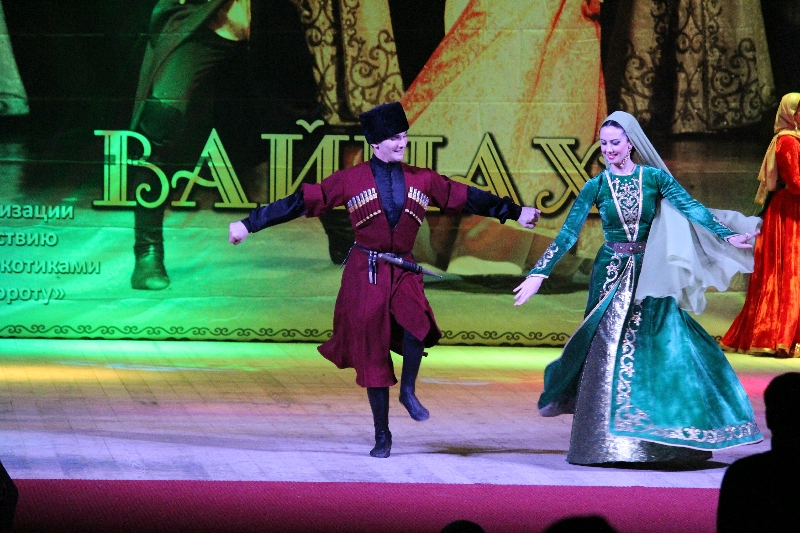
رقص وایناخ

ناخ‌ها گروهی قومی‌اند که در گذشته تاریخی خویش و امروزه به یکی از زبان‌های ناخ سخن‌می‌رانند و همسانی فرهنگی دارند. امروزه این مردمان در بخش شرقی قفقاز شمالی می‌زیند، ولی چنین می‌نماید که در گذشته قفقاز جنوبی نیز ناخ‌نشین بوده‌باشد. امروزه تنها شاخهً زنده از زبان‌های ناخ، زبان‌های وایناخ می‌باشند که گویشورانش دربرگیرنده چچن‌ها، اینگوش‌ها و مردمان کیست می‌باشند. تنها مردمان ناخ بازمانده که زیرشاخه‌ای از وایناخ‌ها نیستند مردمان باتس هستند. اینان در شمال خاوری گرجستان می‌زیند، ولی در میان مردمان محلی بسیار مستحیل‌شده و زبانشان نیز در خطر انقراض است.
از لحاظ تاریخی به نظر می‌رسد که ناخ‌ها نخست در هلال بارور می‌زیسته‌اند، سپس میان سال‌های ۱۰ تا ۸هزار پیش از میلاد به سرازیری‌های قفقاز آمده و در این سامان به کشاورزی پرداخته‌باشند. در درازای تاریخ سرزمین ناخ‌ها زیر فرمان هون‌ها، خزرها، ایرانیان، اعراب و مغول‌ها درآمده‌است. پس از حمله مغول بود که اسلام در میان ناخ‌ها رواج یافت و از خط عربی برای نگارش بهره گرفته‌شد. تا پیش از آن مسیحیت کم و بیش در میان این مردمان شایع بود. میان سده‌های سیزده و چهارده میلادی حرکاتی برای استقلال میان این مردمان رخ‌داد.